# معاهدة توردسيلاس (1524)
تم التوقيع على معاهدة توردسيلاس في برغش في 1524. المعاهدة وضعت موناكو تحت حماية إسبانيا. ونتيجة لذلك أصبحت موناكو تابعة لإسبانيا وسيدها تابعا إلى الملك الاسباني. وهكذا فإن لورد موناكو كان مطلوبا لاحترام الملك الإسباني. لوسيان الأول لورد موناكو طلب إزالة هذا الشرط من المعاهدة. الإعلان النهائي المعاهدة في نوفمبر 1524 لم يشر إلى أن لورد موناكو خاضع ملك إسبانيا.

## روابط خارجية
- تاريخ موناكو